# Törökkő
Törökkő Budapest egyik volt városrésze a III. kerületben. A városrész a nevét a 105 m magas Törökkő dombról kapta. Ebben a városrészben fekszik az Óbudai temető is. 2012-ben megszűnt, beolvasztották Kaszásdűlő városrészbe.

## Fekvése
Határai: A MÁV esztergomi vonala  a Bécsi úttól – Áldomás utca – Törökkő utca – Csillaghegyi út – Szőlőkert utca – Orbán Balázs út – Bécsi út a MÁV esztergomi vonaláig.

## Története
A Fővárosi Közgyűlés 2012. december 12-én beolvasztotta Kaszásdűlő városrészbe.